# Serena Abrami
Serena Abrami (Civitanova Marche, 30 giugno 1985) è una cantautrice italiana.

## Biografia

### Gli inizi
Inizia la sua attività come cantautrice e compositrice nel 2005 nella band Elfrida, dove si esibisce nei Festival e Club italiani.
Nel 2008 intraprende un percorso da solista con il pianista e compositore Mauro Rosati. Nel 2009 partecipa alla seconda edizione di X Factor nella categoria "Under 24". Eliminata durante la quarta puntata per poi tornare nell’undicesima, viene notata da Ivano Fossati, ospite del programma, con cui poi intraprenderà una collaborazione.
Partecipa alle finali della XX edizione del Premio Musicultura con due brani inediti scritti insieme ai musicisti del Collettivo Casale.

### Lontano da tuttoe Sanremo 2011
Nel 2010 Serena inizia a lavorare al suo EP di esordio con il produttore di Pietro Cantarelli, già produttore di Ivano Fossati. Il lavoro contiene un brano che le scrive lo stesso Fossati dal titolo Tutto da rifare, con il quale partecipa alle selezioni del Festival di Sanremo 2010.
Nel 2011 partecipa al 61º Festival di Sanremo nella categoria "Nuove proposte", con il brano Lontano da tutto, scritto e pensato per lei da Niccolò Fabi, classificandosi al quarto posto nella classifica generale e al secondo per il "Premio Mia Martini", pubblicando il suo primo disco per EMI.
L'album contiene, oltre al brano di Ivano Fossati e a quello di Niccolò Fabi, canzoni di cui la Abrami è coautrice assieme al pianista Mauro Rosati. Collaborano all'album anche Gaetano Civello e Valeria Vaglio. Suonano nel disco Max Gelsi, Ferruccio Spinetti, Fabrizio Barale, Lillo Fossati, Davide Ferrario e lo stesso produttore artistico Pietro Cantarelli. Il videoclip di Lontano da tutto, realizzato con patrocinio della Regione Marche, è diretto da Rocco Papaleo con la partecipazione dell'attore Paolo Briguglia ed è inserito nell'omonimo cortometraggio premiato nel Festival "Notti di cinema 2011".
Segue un'attività live in cui la Abrami ha modo di condividere il palco con diversi artisti della scena italiana tra cui Paola Turci, Perturbazione, Marina Rei, Niccolò Fabi, Musica Nuda.
Nell'estate 2011 esce il singolo Scende la pioggia (da un'ora) in duetto con Max Gazzè. È ospite in tutte le date della tournée estiva di Luca Barbarossa Barbarossa Social Club 2011 e ha così modo di dividere il palco con Fiorella Mannoia, Alex Britti, Enrico Ruggeri, Neri Marcorè. Luca Barbarossa invita Serena a duettare con lui in occasione della maratona di Telethon su Rai uno.
Il 20 marzo 2012, giorno dopo l'ultimo concerto di Ivano Fossati, esce Pensiero stupendo - Le canzoni di Ivano Fossati interpretate dai più grandi artisti italiani a cui la Abrami partecipa con Tutto da rifare.
Il 23 aprile 2012 viene pubblicato il brano Ottobre in featuring con Tommaso Cerasuolo dei Perturbazione.
Nel 2013 apre le date del tour invernale nei club italiani di Max Gazzè Sotto casa tour, dove la Abrami si esibisce da sola in acustico presentando in anteprima nuovi brani. Per l'occasione è endorser della Eko Group Guitars. Parallelamente, partecipa al disco di Andrea Tarquini REDS! Canzoni di Stefano Rosso prodotto da Paolo Giovenchi (Francesco De Gregori).
Nel corso dell'estate condivide il palco con Simone Cristicchi e Roberto Piermartire (Avion Travel) per "Rive Festival" e Musica Nuda per "Jazz Friend Festival".

### D'Imperfezione, il secondo album
Il 9 dicembre 2016 è uscito il suo secondo album Di imperfezione.
Dopo l'anteprima streaming dell'album su Ondarock, il primo singolo Credo finisce nella compilation di dicembre di Rockit, mentre il video del secondo singolo Di imperfezione viene pubblicato in anteprima su Rockerilla.
Il video del terzo singolo Forse è culturale è uscito il 2 luglio in esclusiva su Coming Soon, mentre il video del remix dell'inglese Howie B in esclusiva su Rockit.
Le nuove undici tracce sono state registrate tra il Nufabric Basement di Fermo sotto la guida dei produttori Ale Bavo e Filo Q ed il Panic Botton Studio di Londra con il fonico Steve Lyon (Cure, Depeche Mode) e masterizzate da Pete Maher (The Rolling Stones, U2).
L'indirizzo sonoro è curato da Serena e dal chitarrista Enrico Vitali, a cui si aggiungono Mauro Rosati (synth e pianoforte) e Marcello Piccinini (batteria) per le fasi di scrittura, arrangiamenti e registrazione.
Il tour live di D'imperfezione ha raccolto, con oltre 40 date in tutta Italia, grande successo di critica e pubblico. All'album, si aggiungno quattro remix a cura di diversi dj/producer tra cui Howie B.

### Progetti paralleli
Dal 2010 Serena collabora con il pianista maestro Fabio Capponi in diversi progetti di matrice teatrale. I due partecipano a festival e stagioni teatrali sia come duo (da segnalare L'apertura dei fuochi sul palco del "Montelago Celtic Festival 2013") sia nel tributo a Luigi Tenco In punta di voce dove sono affiancati dall'attrice Pamela Olivieri, che si occupa insieme a Serena, della ricerca delle letture e delle musiche messe in scena. Inoltre dal 2013 i due collaborano con la scrittrice Lucia Tancredi nella lettura scenica Una passione slava - La vita privata di Giulia Schucht, dove si occupano della musica e Serena si cimenta in romanze russe.
Nel 2012 Serena prende parte allo spettacolo teatrale Eratostene - Il Volto della terra di Michela Costanzi e Fabio Pallotta, in cui scrive brani inediti insieme al chitarrista maestro Nazzareno Zacconi utilizzando, e poi cantando, poesie in greco antico.
Nel 2014 l'incontro tra Serena Abrami e il chitarrista Enrico Vitali, già suo collaboratore per il secondo album, dà vita ad una formazione rock/alternative di matrice anglofona Bankey Moon, con all'attivo diversi live in festival e palchi italiani. A loro si aggiungono Cristiano Gradozzi alla batteria ed Eugenio Bordacconi al basso.
Nel 2015 Serena ed Enrico si occupano delle musiche ed i paesaggi sonori dello spettacolo teatrale La notte di San Giovanni di Giovanni Edoardo Visone su storie di resistenza partigiana nelle Marche, insieme all'attrice Monica Belardinelli e Roberto Beato; nello stesso anno partecipano alla performance Creature Simili - Il dark a Milano negli anni ottanta tratto dall'omonimo romanzo di Emanuela Zuccalà e Simone Tosoni. Tra il 2017 ed il 2018 Serena partecipa vocalmente a tre progetti di musica elettronica: Nrec, Seven People, Cirro. Nel 2021 ha partecipato al Civitanova Film Festival il primo giorno del festival.
Nel marzo 2023 partecipa allo spettacolo "A te come te", scritti giornalistici di Giovanni Testori, intrecciando il suo canto alla voce di Ermanna Montanari, regia della stessa Montanari insieme al drammaturgo Marco Martinelli; nel luglio 2023, insieme ai Leda, torna a collaborare con i due registi in "Don Chisciotte ad ardere", produzione Albe-Ravenna Teatro e Ravenna Festival.

## Discografia

### Album
- 2011 - Lontano da tutto
- 2016 - Di imperfezione

### Singoli
- 2010 - Tutto da rifare
- 2011 - Lontano da tutto
- 2011 - Scende la pioggia (da un'ora) (feat. Max Gazzè)
- 2012 - Ottobre (feat. Tommaso Cerasuolo)

### Partecipazioni
- 2010 - X Factor Anteprima Compilation 2009 con Anche un uomo
- 2011 - Sanremo 2011 con Lontano da tutto
- 2011 - It's Now Music con Lontano da tutto
- 2012 - Pensiero stupendo - Le canzoni di Ivano Fossati interpretate dai più grandi artisti italiani con Tutto da rifare
- 2015 - Essere Terra - Giovane Orchestra del Salento con Chiedimi Ancora

## Premi e riconoscimenti
- 2008 - Premio Metauro (primo posto)[2]
- 2008 - Premio Biella Festival Autori e Cantautori (secondo posto)[3]
- 2011 - Premio delle "Cento radio 2011" per il brano Lontano da tutto
- 2011 - Premio Lunezia menzione speciale per l'album Lontano da tutto[4]
- 2011 - Notti di cinema 2011 per il cortometraggio  Lontano da tutto (regia di Rocco Papaleo)